# 사노 유다이
사노 유다이 (佐野雄大, 2000년10월10일 -)는 일본 의 아이돌이다. 남성 아이돌 그룹 INI 의 멤버이다. 오사카 출신이고, LAPONE 엔터테인먼트 소속이다.